# 室蘭艦砲射撃
室蘭艦砲射撃（むろらんかんぽうしゃげき）は、第二次世界大戦（大東亜戦争）末期の1945年7月15日にアメリカ海軍艦艇が北海道室蘭市一帯に行った艦砲射撃のこと。
1時間に渡る砲撃で860発の砲弾が発射され、その6割以上が市街地に着弾し、御崎町や御前水町、輪西町、中島本町を中心に485人（うち非戦闘員439人）の犠牲者を出した。

## 概要
室蘭市は周囲に鉄鉱石の鉱山や炭鉱が存在したほか、良好な港湾を得られたことから第二次世界大戦（大東亜戦争）以前から日本製鐵輪西製鉄所、日本製鋼所室蘭製作所（当時は高射砲等の兵器を製造）の工場が建ち並ぶ重工業の町であった。戦略上重要な都市であり、戦争末期には攻撃目標となった。
1945年（昭和20年）7月中旬以降、アメリカ海軍の機動部隊は日本本土に対する大規模な攻撃作戦を行った。7月14日に北海道空襲があり、室蘭も攻撃目標となった。室蘭沖では「第65号海防艦」と「第74号海防艦」、貨物船「第1雲洋丸」が撃沈され、貨物船4隻が損傷した。
7月14日から15日の夜、室蘭攻撃のため第38任務部隊から砲撃部隊第34.8.2任務隊が分派された。オスカー・C・バジャー少将が指揮する第34.8.2任務隊は戦艦「アイオワ」、「ミズーリ」、「ウィスコンシン」、軽巡洋艦「アトランタ」、「デイトン」、駆逐艦8隻（または9隻）からなっていた。 7月15日、3隻の戦艦は28,000–32,000ヤードの距離から室蘭に対して16インチ砲弾860発を発射した。
当初の攻撃目標である日本製鋼所室蘭製作所（日鋼）は、前もって準備していた油に火を付けて煙幕を張った。上空を飛行していたアメリカ軍の偵察機は、この偽装煙幕を着弾による被害と誤認。戦艦側と交信を行い攻撃目標を日本製鐵輪西製鉄所（日鉄）側へ変更したため、日鉄側はより濃密な砲撃を受けることとなった。日鉄の各工場の屋根や側板を粉砕され、日鉄が用意していた鉄製防空壕にも内部に砲弾の破片が入り込み、跳弾で10数人の従業員が寸断される被害も出た。
日本製鋼所に対しては16インチ砲弾414発が発射され、構内に64発、社宅に130発の弾着が確認されている。日本製鋼所関係の人的被害は死者112人、重軽傷者88人であった。工場は第4鍛錬工場が操業不能となり、再開できずに終戦となった。日本製鐵に対しては446発が発射され、構内に173発、社宅地区に138発の弾着が確認されている。日本製鐵関係の人的被害は死者182人、重軽傷者52人であった。工場は二号高炉、中央発電所、製鋼工場、工作工場が大きな被害を受けた。
当時の室蘭市には日本陸軍の室蘭防衛隊が置かれて室蘭臨時要塞を建設中であったが、艦砲射撃を防止することはできなかった。室蘭防衛隊隷下の第8独立警備隊は15cmカノン砲などの重砲も有しており、港湾に接近する艦艇への抑止力として期待されていたが艦隊は港口とは向きが異なる南東（登別方面沖）方向からの遠距離射撃を行っており無力であった。
現在、室蘭八幡宮など市内数カ所には慰霊碑が建立されており、艦砲射撃が行われた日には多くの関係者が慰霊に訪れている。